# 喬治·皮普葛拉斯
喬治·威廉·皮普葛拉斯（英語：George William Pipgras，1899年12月20日—1986年10月19日），為前美國職棒大聯盟的投手與主審。生涯曾效力於洋基與紅襪兩隊。
皮普葛拉斯於1923年登上大聯盟，並在1927年進入先發輪值。1928年，他以24勝拿下聯盟勝投王。皮普葛拉斯在卸下球員身分後，於1938年至1946年間擔任大聯盟的裁判。他曾在1945年世界大賽擔任主審。
他的弟弟艾德也是一名投手，曾於1932年在布魯克林道奇登上大聯盟。

## 職業生涯

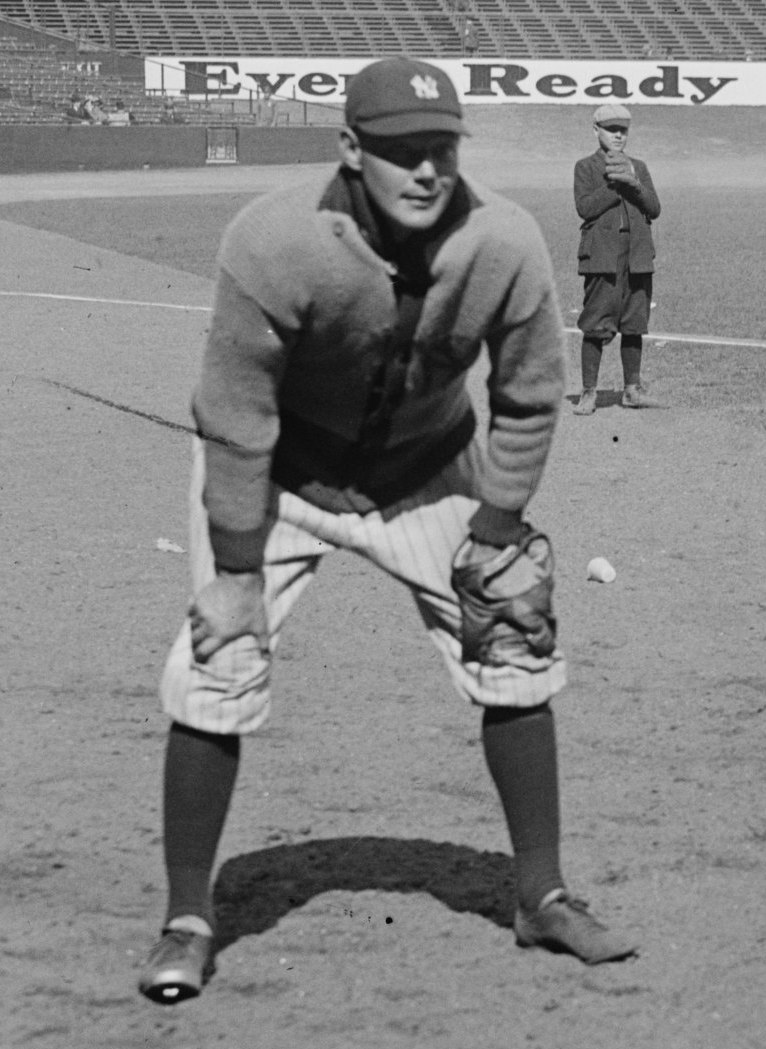
1923年的皮普葛拉斯

在一次世界大戰期間，皮普葛拉斯加入陸軍工程部25軍團服役。
1923年，皮普葛拉斯登上大聯盟。他在大聯盟前兩年只出賽17場比賽，接著在小聯盟打拚了兩年。1927年，皮普葛拉斯重返先發輪值，並拿下10勝3敗。1927年世界大賽，皮普葛拉斯在第二場拿下勝投。1928年，皮普葛拉斯拿下24勝13敗，成為了美聯勝投王。1928年世界大賽，皮普葛拉斯也在第二場拿下勝投。洋基也連續兩年在世界大賽橫掃對手奪冠。1929年和1930年，皮普葛拉斯分別拿下18勝12敗和15勝15敗。其中他在1930年以3次完封成為聯盟的完封王。1931年，他拿下7勝6敗，隔年拿下16勝7敗。1932年世界大賽，皮普葛拉斯在第三場拿下勝投。洋基最終橫掃小熊奪冠。1933年5月，皮普葛拉斯到了紅襪。他在紅襪的第一年拿下9勝8敗，不過從1934年起出賽場次大幅減少，最終在1935年退休。
1938年，皮普葛拉斯加入裁判組，於1939年4月20日完成執法初體驗。1940年的明星賽和1944年世界大賽，皮普葛拉斯都擔任主審。1945年9月9日，他在Dick Fowler主投的無安打比賽擔任主審。之後他還曾在紅襪隊擔任球探。

## 生涯投球成績
| 勝投 | 敗投 | 防禦率 | 出賽場次 | 先發 | 完投 | 完封 | 投球局數 | 安打 | 失分 | 自責分 | 全壘打 | 保送 | 三振 | 暴投 | 觸身球 |
| ---- | ---- | ------ | -------- | ---- | ---- | ---- | -------- | ---- | ---- | ------ | ------ | ---- | ---- | ---- | ------ |
| 102  | 73   | 4.09   | 276      | 189  | 93   | 16   | 1488.1   | 1529 | 801  | 676    | 66     | 598  | 714  | 36   | 33     |

## 去世
皮普葛拉斯在86歲時因病去世，他的太太活到了2013年，去世時高齡99歲。

## 外部連結
- 球員資訊和成績在MLB，ESPN，Retrosheet ，Baseball Reference ，Baseball Reference (Minors) ，Fangraphs，The Baseball Cube （英文）